# Nicolae Iorga
Nicolae Iorga, född 17 juni 1871 i Botoșani, död 27 november 1940 (mördad), var en rumänsk historiker, skriftställare och politiker.

## Biografi
Iorga studerade i Iași, Paris, Berlin och Leipzig, där han blev filosofie doktor 1893, samt blev 1894 e.o. och 1895 ordinarie professor i medeltidens och nyare tidens historia vid universitetet i Bukarest. Han författade ett mycket stort antal vetenskapliga skrifter inom sitt område. Han var sekreterare i Liga culturală (kulturföreningen) och ledare för det nationaldemokratiska partiet samt invaldes 1907 som representant för Iaşi i Rumäniens riksdag. 
Iorga verkade genom i oräkneliga broschyrer, tidnings- och tidskriftsartiklar samt i föredrag landet runt för en nationell politik, folkupplysning och folkuppfostran samt väckte till liv en nationell riktning i den rumänska litteraturen. Han samlade omkring sig skaror, i synnerhet bland ungdomen, av blint hängivna anhängare och hälsades som "Præceptor Romaniæ". Genom sina lärjungar och andra tillgivna satte han utan att direkt synas sin prägel på 1918 års oerhört betydelsefulla agrarreform (storgodsens sönderstyckning). 
Iorga deltog som professor vid krigsakademien 1913 i kriget i Bulgarien. Han ivrade under första världskriget för Rumäniens anslutning till ententen, följde den av tyskarna slagna, i december 1916 till Moldova vikande armén och eldade där i sin tidning "Le neamul Românesc" nationen till fortsatt motstånd. Invald i det utvidgade Rumäniens första parlament, var han 1919-20 president i deputeradekammaren. År 1925 blev han medlem och hederspresident Iuliu Manius nationalrumänska parti, men lämnade kort därefter detta parti. Åren 1931-32 var han Rumäniens premiärminister. I november 1940 mördades Iorga av det fascistiska Järngardet.
Iorga var president i Kommissionen för historiska minnesmärken och i Historiska kommissionen (för utgiven av källskrifter). Han var ledamot av bland annat Rumänska akademien (1897), korresponderande ledamot av Institut de France (1919) och Vitterhets- historie- och antikvitetsakademien (1923) samt hedersdoktor vid flera universitet. Han var även ledamot av Samfundet för utgivande av handskrifter rörande Skandinaviens historia (1905).